# Cosmo’s Cosmic Adventure
Cosmo’s Cosmic Adventure – komputerowa gra platformowa zaprojektowana przez Todda Replogle'a, opracowana i wydana przez Apogee Software w 1992 roku dla systemu operacyjnego MS-DOS.

## Fabuła
Gra opowiada o małym kosmicie o imieniu Cosmo. Jego rodzice, chcąc zrobić mu prezent na urodziny, zabierają go do Disneylandu. Podczas lotu kometa uderza w ich statek, zmuszając ich do lądowania na nieznanej planecie i naprawienia statku. Cosmo idzie zwiedzać planetę, a kiedy wraca, jego rodziców nie ma. Widząc duże ślady, Cosmo domyśla się, że jego rodzice zostali porwani. Wyrusza więc im na ratunek.
Pod koniec pierwszego rozdziału, Cosmo niespodziewanie zostaje połknięty przez dużego potwora. Opowieść toczy się dalej w drugim rozdziale, gdzie Cosmo w ciele potwora musi znaleźć wyjście. Pod koniec drugiego rozdziału Cosmo odnajduje wyjście i miasto, w którym jego rodzicom może grozić niebezpieczeństwo. W trzecim i jednocześnie ostatnim rozdziale Cosmo odnajduje rodziców. Po tym wszystkim może świętować swoje urodziny w Disneylandzie.

## Rozgrywka
Gra jest podzielona na trzy rozdziały po dziesięć poziomów w każdym. W grze gracz steruje Cosmem. Oprócz chodzenia i skakania może także wspinać się po ścianach. W grze są też ułatwienia, m.in. przyciski umożliwiające dalsze przejście, sprężyny umożliwiające wyższe skakanie, platformy, dzięki którym Cosmo może latać itp. Celem gracza jest dotarcie do końca każdego poziomu.
Na początku gry Cosmo ma trzy paski zdrowia. Każde dotknięcie przez wroga lub inne niebezpieczeństwo powoduje zniknięcie jednego paska. Jeżeli bohater straci wszystkie paski lub spadnie w przepaść, trzeba rozpoczynać poziom od nowa. Ilość żyć w grze jest nieograniczona. W każdym poziomie czeka wiele niebezpieczeństwa i wrogów. Aby zabić wroga, wystarczy skoczyć na niego raz lub kilka razy (w zależności od rodzaju wroga). Można również użyć do tego bomby.